# Salud ecológica
La salud ecológica es un término que se ha utilizado para la relación entre la salud humana y el estado del medio ambiente. En la medicina, la salud ecológica se refiere a la sensibilidad química múltiple, que resulta de la exposición a los productos químicos sintéticos (plaguicidas, humo, etc.) en el medio ambiente, de ahí el término ecológico. El término también se ha utilizado en la medicina con respecto al manejo de los factores ambientales (impuestos, seguros de salud) que pueden reducir el riesgo de hábitos no saludables, como fumar. Con el término planificación urbana, la salud ecológica se refiere a que tan “verdes” son las ciudades, es decir, el compostaje, reciclaje y la eficiencia energética. La salud ecológica se diferencia de la salud del ecosistema, la cual es la condición de los ecosistemas que tiene determinadas propiedades estructurales y funcionales, también se diferencia de la integridad ecológica, que se refiere a los ambientes con mínimo impacto humano. Aunque el término salud ecológica ha sido utilizado libremente en referencia a una serie de problemas ambientales, también la salud humana, en su sentido más amplio, es reconocida por tener fundamentos ecológicos.
El término salud pretende evocar preocupaciones humanas de la salud ambiental, que están a menudo estrechamente relacionadas (pero como parte de la medicina no de la ecología). Como con el ecocidio, término que asume que los ecosistemas están vivos (ver también filosofía Gaia de este tema). Mientras que los términos integridad o daño parecen no tomar ninguna posición al respecto, se asume que hay una definición de integridad que se puede decir que se aplica a los ecosistemas. El término más político, sabiduría ecológica, se refiere no sólo al reconocimiento de un nivel de salud-integridad o daño potencial, sino también a la decisión de no hacer nada más para dañar a ese ecosistema o a sus dependientes. Un ecosistema tiene un buen estado de salud, si es capaz de auto-restaurarse después de sufrir alteraciones externas. Esto se llama resiliencia ecológica.
Las medidas de la salud ecológica, como medidas del principio más específico de la biodiversidad tienden a ser específicas para una ecorregión o incluso para un ecosistema. Las medidas que dependen de la biodiversidad son indicadores válidos de la salud ecológica, por ejemplo la estabilidad y la productividad, son dos efectos ecológicos de la biodiversidad. Las dependencias entre especies varían demasiado como para ser expresados de manera abstracta. Sin embargo, hay algunos síntomas universales de la mala salud o daños a la integridad del sistema:
- La acumulación de material desechado y la proliferación de las formas de vida más simples (bacterias, insectos) que crecen en él.
- La pérdida de especies claves, a menudo depredadores, causando una menor proliferación de carnívoros y con ello una sobrecarga de poblaciones de herbívoros.
- Una mayor tasa de mortalidad de especies debido a enfermedades en lugar de la depredación, variaciones climáticas o escasez de alimentos.
- La migración total de especies dentro o fuera de una región, contrariamente a los modelos establecidos o históricos.
- La proliferación de bioinvasores o incluso de monocultivos donde previamente existía una gama más biodiversa de especies.

Algunas prácticas como la agricultura ecológica, la ingeniería de montes, el paisajismo, la jardinería o la agricultura de precisión a veces combinada con la agricultura sostenible, se cree que mejoran o al menos no degradan la salud ecológica, mientras se mantiene la tierra utilizable para los propósitos humanos. Esto es difícil de investigar como parte de la ecología, pero es cada vez más parte del discurso de la economía agrícola y de la conservación.
El sabotaje ecológico es otra táctica eficaz en la protección de la salud de los ecosistemas, pero se disputa esto con vehemencia. En general, una mínima confrontación y mucha atención a las virtudes políticas se cree más importante para mantener la salud ecológica, ya que es mucho más rápido y más fácil de destruir un ecosistema protegido. Por lo tanto, las guerras en nombre de la integridad del ecosistema pueden simplemente llevar más rápido a la expoliación o pérdida debido a la competencia.
La deforestación y la destrucción de hábitat de aguas profundas como el arrecife de coral son dos cuestiones que requieren profunda investigación sobre los efectos a la salud ecológica, lo que origina muchísimos debates. El papel de la tala excesiva, las plantaciones, y la pesca comercial es a menudo retratado como negativo en extremo, tanto que es tratado como similar al papel de las armas en la vida humana. Véase Antropogénico.